# 王埜
王埜（？—1260年），字子文，号潜斋。原籍吴县（今江苏省苏州市）。婺州金华县（今浙江省金华市）人，南宋大臣、诗人、词人、书法家，宝章阁待制介王介之子，真德秀门人。
王埜自幼好学，以父王介荫补官，嘉定十三年（1220年）进士，在潭州（治今湖南省长沙市）任职时，被湖南宣抚使真德秀看重，把他招到幕府。王埜于是执弟子之礼。真德秀想要教给他写文章，王埜说：“我之所以求学，是因为探求义理之奥。文章词科只是记性好的人才能。”真德秀更加器重他。绍定初年，汀州、邵州有盗乱，王埜被征召为幕府参赞，摄邵武县，端平元年，摄邵武军事。在唐石出现盗贼，王埜亲自率兵讨伐。后为枢密院编修兼检讨。当时襄阳、益州告急，安抚武昌的史嵩之首倡和议，王埜表示反对：“今日之事应该先定规模，并力攻守。”上疏提议八事。继而担任副都承旨，奏请“出军，断绝和议使，命淮东、淮西夹攻。不然，事情就麻烦了。”宋理宗深以为然，令枢密院下三达谕旨给三方统帅。嘉熙元年，轮流奏对，选取关系安危之事四件，而专用司马光仁、明、武的角度说明。再次推广之前所奏八事，以宋孝宗讲军之事激励宋理宗的决心。
淳祐初年，王埜从江西进京，上奏祈天永命十事。史嵩之在服丧期间起复，全国反对，王埜上疏请求让他守完丧期，后来又说对史嵩之应当明确拒绝而最终排斥，严格君子小人之界。转任礼部尚书，上奏十事，最后说：“陛下一心一意，是十事之纲领。”前后奏陈，都确凿可行。担任两浙转运判官，以察访使的身份视察江防，从嘉兴至京口增修官民兵船和守险用具。转任江西转运副使、知隆兴府，当时以粮米运输不便，就在湖口建造转般仓。
王埜转任权镇江知府，兼都大提举浙西兵船。江面几千里，调兵防御，以守长江比守淮河更加重要，瓜洲渡江面狭窄，请免除镇江水军调发，专一守卫长江，安排游击军就像吕蒙所言“蒋钦率领万人巡逻江上”，增创水舰，对巩固江防颇有建树。在扬子江演习水战，他登上金山指挥。当年冬天，扬子桥有警报，急调汤孝信所领游击军救援并且击退敌人。
淳祐末年，王埜转任沿江制置使、江东安抚使、节制和州无为军安庆府兼三郡屯田、行宫留守。巡察长江，引领水军大规模阅兵，战船相接差不多三十里。登高望远，考求山川险要，表示以屯田至为重要。修整行宫殿室，推广京口的办法，创游击军一万二千人，蒙冲舰船一万艘，长江上非常太平。宝祐二年（1254年），拜为端明殿学士、签书枢密院事，封吴郡侯。因为与宰相不合，被谏官弹劾，罢任，以前职主管洞霄宫。去世后，赠七官，位特进。
王埜通过真德秀了解朱熹之学，凡是朱熹门人高足，必加敬礼。知建宁府时，创建安书院，祭祀朱熹，以真德秀配享。有奏议、文集若干卷。王埜工于诗，书法学唐朝欧阳询，署书题字清秀有力。金华宝婺观中八咏楼匾，智者寺倚松亭匾“灵源胜地”四大字，赤松山亭额及江宁雨花台緫秀堂匾，都是王埜所书。现在存词三首。

## 延伸阅读
[在维基数据编辑]
 《宋史/卷420》，出自脱脱《宋史》